# Eugenio Finardi
Eugenio Finardi (* 16. července 1952 Milán) je italský zpěvák, hudebník a skladatel. Hraje na kytaru a klávesové nástroje, zpívá italsky i anglicky. Jeho tvorba vychází z blues, rock and rollu, jazz rocku a progresivního rocku.
Pochází z muzikantské rodiny a již v devíti letech mu vyšla první nahrávka Palloncino Rosso fuoco. Studoval v USA na Tufts University. Od roku 1969 hrál ve skupině The Tiger. S Albertem Camerinim založil skupinu Il Pacco, spolupracoval také se soubory Area - International POPular Group a Stormy Six. Od roku 1974 nahrával sólově u společnosti Cramps Records.
Album Il cantante al microfono, nahrané v roce 2008 se souborem moderní vážné hudby Sentieri Selvaggi, je poctou Vladimiru Vysockému.
Je po něm pojmenována planetka 79826 Finardi. Vydal spolu s Antoniem Gerardem D'Erricem vzpomínkovou knihu Spostare l'orizzonte. Come sopravvivere a 40 anni di vita rock.